# NK Brotnjo
Nogometni Klub Brotnjo Čitluk – bośniacki klub piłkarski z siedzibą w mieście Čitluk.

## Osiągnięcia
- Mistrz Bośni i Hercegowiny: 1999/2000
- Wicemistrz Bośni i Hercegowiny: 2000/01
- Puchar Bośni i Hercegowiny: 1998/99 (część chorwacka)

## Historia
Brotnjo założony został w 1955 roku. Swoje największe sukcesy klub osiągnął w końcu drugiego tysiąclecia, zdobywając puchar i mistrzostwo Bośni i Hercegowiny. W następnym po mistrzowskim sezonie było wicemistrzostwo, a rok później trzecia pozycja. Z biegiem czasu było coraz gorzej - 13 miejsce w 2002/03, a w sezonie 2003/04 ostatnie 16 miejsce i spadek do II ligi.

## Europejskie puchary
Legenda do wszystkich tabel:
- Q – runda eliminacyjna, 1/16, 1/8, 1/4, 1/2 – odpowiednia faza rozgrywek, Grupa – runda grupowa, 1r gr – pierwsza runda grupowa, 2r gr – druga runda grupowa, F – finał, R – runda, PO – play-off
- k. – rzuty karne, los. – losowanie, Dogr. – dogrywka, w. – zasada bramek strzelonych na wyjeździe

| Sezon   | Rozgrywki        | Runda | Przeciwnik | Dom | Wyjazd | Ogólnie |
| ------- | ---------------- | ----- | ---------- | --- | ------ | ------- |
| 2000/01 | Liga Mistrzów    | 1Q    | FBK Kaunas | 3–0 | 0–4    | 3–4     |
| 2001/02 | Puchar UEFA      | Q     | Viking FK  | 1–1 | 0–1    | 1–2     |
| 2002    | Puchar Intertoto | 1R    | FC Zürich  | 2–1 | 0–7    | 2–8     |